# Glen Innes
Glen Innes es una parroquia y ciudad de Northern Tablelands, en el estado de Nueva Gales del Sur. En el censo de 2016, Glen Innes tenía una población de 6155 habitantes.

## Historia
Los propietarios originales de Glen Innes y sus alrededores son el pueblo ngarabal. El nombre ngarabal del municipio de Glen Innes es Gindaaydjin, que significa "muchas piedras grandes y redondas en llanuras despejadas". La llegada de los colonos europeos supuso una importante alteración de la vida de los ngarabales. Muchos ngarabales siguen viviendo en la zona de Glen Innes y siguen practicando muchos aspectos de su cultura y modo de vida tradicionales.
Hacia 1838, Archibald Boyd registró la primera corrida en el distrito de Glen Innes. Dos ganaderos conocidos como "los Beardies" por sus largas barbas llevaron a Boyd a esta zona para establecer su corral. Los "Beardies" introdujeron más tarde a otros ocupantes ilegales en las mejores pistas de la zona, que pasó a ser conocida como la Tierra de los Beardies o Beardie Plains.
La estación de Furracabad fue sugerida por John James Galloway como alternativa a Wellingrove para una nueva ciudad. Sin embargo, la estación de Furracabad se vendió en la depresión de la década de 1840 y pasó a manos del comandante Archibald Clunes Innes, luego al Banco de Australasia y después a John Major, que la vendió a Archibald Mosman. Se cree que el nombre de Glen Innes fue otorgado por Mosman en honor a Innes. Glen Innes fue declarada ciudad en 1852 y las primeras parcelas se vendieron en 1854. La oficina de correos se estableció en agosto de 1854 y el juzgado en 1858, cuando sustituyeron a las oficinas de Wellingrove. En 1866 la población era de unos 350 habitantes, con una estación de telégrafo, oficina de tierras, cuartel de policía, juzgado, oficina de correos y dos hoteles.
En 1872 se descubrió por primera vez estaño en los alrededores y Glen Innes se convirtió en el centro de una bonanza minera a finales del siglo XIX. En 1875, la población había aumentado a unos 1500 habitantes y la ciudad contaba con una escuela de dos profesores, tres iglesias, cinco hoteles, dos periódicos semanales, siete tiendas y una variedad de sociedades y asociaciones.
El centro de la ciudad conserva algunos de sus edificios de la federación y los propietarios han pintado estos edificios con los colores tradicionales.

## Clima
| Parámetros climáticos promedio de Glen Innes Airport | Parámetros climáticos promedio de Glen Innes Airport | Parámetros climáticos promedio de Glen Innes Airport | Parámetros climáticos promedio de Glen Innes Airport | Parámetros climáticos promedio de Glen Innes Airport | Parámetros climáticos promedio de Glen Innes Airport | Parámetros climáticos promedio de Glen Innes Airport | Parámetros climáticos promedio de Glen Innes Airport | Parámetros climáticos promedio de Glen Innes Airport | Parámetros climáticos promedio de Glen Innes Airport | Parámetros climáticos promedio de Glen Innes Airport | Parámetros climáticos promedio de Glen Innes Airport | Parámetros climáticos promedio de Glen Innes Airport | Parámetros climáticos promedio de Glen Innes Airport |
| Mes                                                  | Ene.                                                 | Feb.                                                 | Mar.                                                 | Abr.                                                 | May.                                                 | Jun.                                                 | Jul.                                                 | Ago.                                                 | Sep.                                                 | Oct.                                                 | Nov.                                                 | Dic.                                                 | Anual                                                |
| ---------------------------------------------------- | ---------------------------------------------------- | ---------------------------------------------------- | ---------------------------------------------------- | ---------------------------------------------------- | ---------------------------------------------------- | ---------------------------------------------------- | ---------------------------------------------------- | ---------------------------------------------------- | ---------------------------------------------------- | ---------------------------------------------------- | ---------------------------------------------------- | ---------------------------------------------------- | ---------------------------------------------------- |
| Temp. máx. abs. (°C)                                 | 37.0                                                 | 36.9                                                 | 32.7                                                 | 28.7                                                 | 23.9                                                 | 22.1                                                 | 20.4                                                 | 27.7                                                 | 29.0                                                 | 32.0                                                 | 35.2                                                 | 35.1                                                 | 37.0                                                 |
| Temp. máx. media (°C)                                | 26.4                                                 | 25.8                                                 | 24.0                                                 | 20.8                                                 | 16.9                                                 | 13.8                                                 | 13.3                                                 | 14.9                                                 | 18.5                                                 | 21.2                                                 | 23.1                                                 | 25.0                                                 | 20.3                                                 |
| Temp. mín. media (°C)                                | 12.9                                                 | 12.9                                                 | 10.9                                                 | 6.8                                                  | 2.0                                                  | 0.4                                                  | -1.1                                                 | -1.0                                                 | 2.5                                                  | 5.6                                                  | 9.1                                                  | 11.3                                                 | 6.0                                                  |
| Temp. mín. abs. (°C)                                 | 2.3                                                  | 2.8                                                  | -3.4                                                 | -6.0                                                 | -9.8                                                 | -11.6                                                | -12.8                                                | -12.8                                                | -8.0                                                 | -5.2                                                 | -1.1                                                 | 0.0                                                  | -12.8                                                |
| Lluvias (mm)                                         | 100.8                                                | 85.8                                                 | 79.3                                                 | 50.5                                                 | 44.3                                                 | 56.5                                                 | 47.4                                                 | 50.0                                                 | 58.9                                                 | 81.8                                                 | 122.9                                                | 112.8                                                | 891                                                  |
| Fuente: Bureau de Meteorología                       |                                                      |                                                      |                                                      |                                                      |                                                      |                                                      |                                                      |                                                      |                                                      |                                                      |                                                      |                                                      |                                                      |

## Cultura y turismo

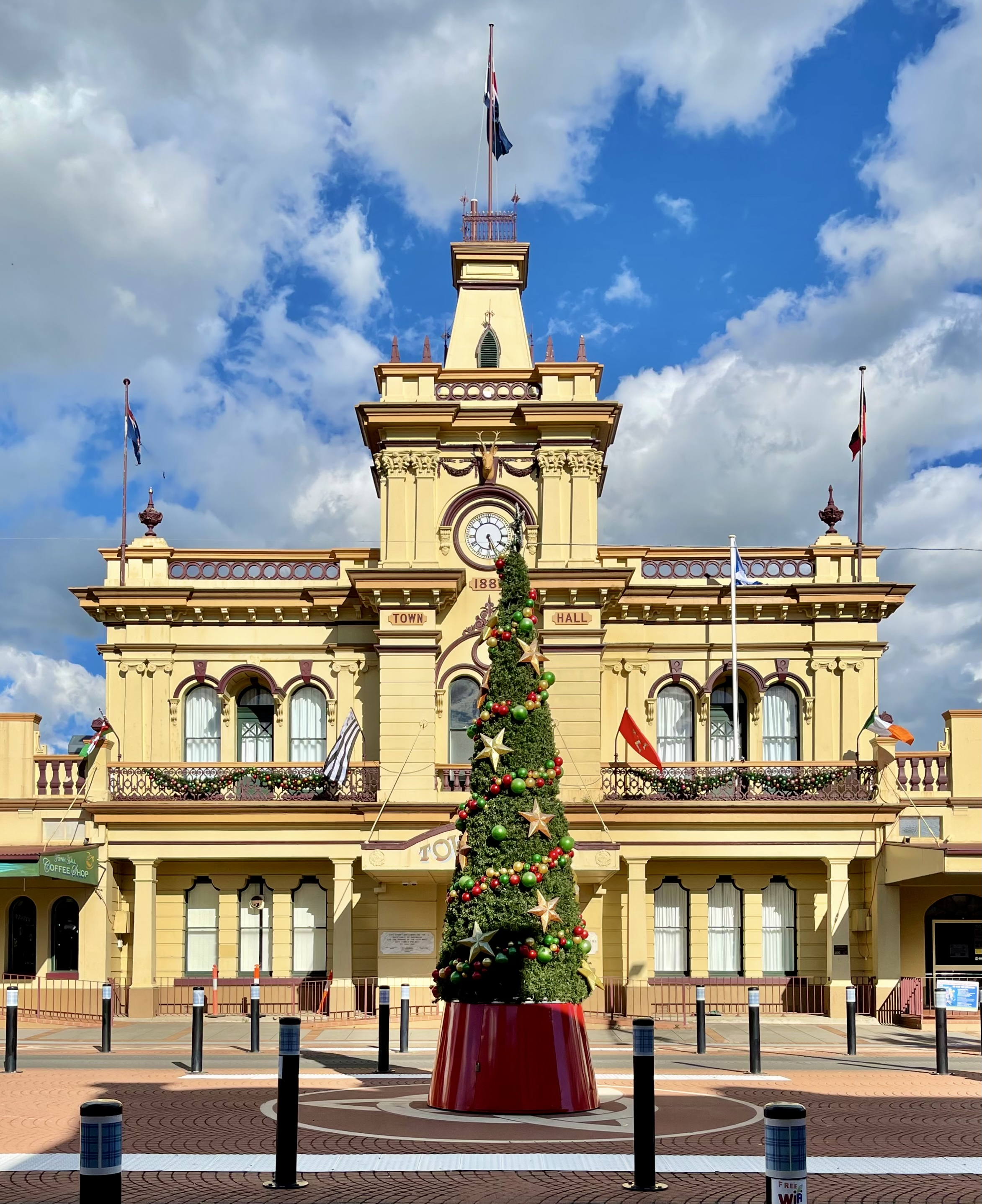
Ayuntamiento, Glen Innes.

Entre las muchas atracciones de esta zona se encuentran el extenso Museo de Historia de la Tierra de los Barbudos, con su colección de registros biográficos e históricos, los parques de la ciudad, la pesca, las zonas de fósforo, el Parque Nacional de Gibraltar Range, varias cascadas, los Standing Stones australianos, que son grandes monolitos, y el Parque Nacional de Washpool, declarado Patrimonio de la Humanidad.
Hay varias iglesias cristianas, entre ellas la Cameron Memorial Uniting Church y la St Andrews Presbyterian Church, de origen escocés, así como las iglesias anglicana de la Santísima Trinidad y católica de San Patricio, bautistas, de la Asamblea de Dios, adventistas del séptimo día y otras congregaciones más pequeñas.
Los eventos anuales incluyen: Minerama, un festival de piedras preciosas y fósiles; el Festival Celta Australiano, el Festival de la Tierra de los Barbudos, la Exposición Pastoral y Agrícola y también las carreras de caballos, la Copa Glen Innes.
El Consejo de las Artes de Glen Innes realiza sus propias producciones teatrales a lo largo del año y presenta producciones itinerantes y proyecciones de películas. Es el consejo artístico que lleva más tiempo funcionando de forma ininterrumpida [cita requerida] en Australia, y tiene su sede en el Teatro de la Capilla. La capilla está equipada con un sistema de cine digital 3D de última generación con sonido Dolby 7.1. Puede encontrar información sobre las producciones y proyecciones del Consejo de las Artes de Glen Innes en su sitio web: http://www.gleninnesartscouncil.com
La ciudad también cuenta con una próspera comunidad artística y artesanal, con una galería de arte pública, la Glen Innes Art Gallery, que celebra exposiciones periódicas y cambiantes cada año.